# Городище (Новоград-Волынский район)
Городи́ще (укр. Городище) — село на Украине, основано в 1840 году, находится в Звягельском районе Житомирской области.
Население по переписи 2001 года составляет 219 человек. Почтовый индекс — 11760. Телефонный код — 4141. Занимает площадь 0,739 км².

## Адрес местного совета
11760, Житомирская область, Звягельский р-н, с. Пилиповичи, ул. А. Довженко, 1, тел. 607-98